# 拂曉：勝利之刻
《拂曉：勝利之刻》為中國上海久遊網於2020年所開發的艦娘類型3D彈幕射擊遊戲。本遊戲在2020年啟動開發工作，並在同年8月21日獲得中國國家新聞出版署審批通過並授予版號。
2021年4月28日，由台灣代理商唯數娛樂科技所代理的日文版，開闢了日文官網和官方推特，並預告2021年夏季在日本問世；2021年8月25日，唯數娛樂發布公告表示，由於本遊戲開發進度延宕，原定2021年夏天上市的日程，因故延後到2021年冬天上市。
2021年10月31日，本遊戲宣布封閉測試即將起跑，並在11月4日起開放封測資格申請、11月25日起啟動為期一週的封測；2022年2月10日，唯數娛樂發布本遊戲將於同年2月16日，於日本首發上市的消息。
2023年3月1日，本遊戲開發商上海久遊網表示，中國伺服器的營運權，將從原本的廣州天梯互娛收回，回歸久遊網原廠直營，並於2022年日服首發上市13個月後，預定2023年3月16日上線營運。
2023年3月23日，由香港代理商匯創紀所代理的正體中文版，開闢了中文官網和官方臉書，預計2023年6月1日上市。
2023年4月26日，日服代理商唯數娛樂發布了本遊戲的停運公告，將於同年6月28日停運。

## 簡介與特色
本遊戲可讓玩家投入六艘艦艇參加戰鬥，包含三艘主力艦艇、三艘支援艦艇，玩家可操作主力艦艇攻擊敵方艦隊，同時閃避敵艦砲火、空襲和魚雷，並藉由戰線後方的支援艦艇請求火力與空襲支援，與主力艦隊合力殲滅敵方艦隊。

## 故事大綱
當全世界的強權之間爆發大規模海戰之後，一隻神秘的遠古海洋勢力「拉古茲（ラグズ，Laguz）」突然出現在海面上，打亂了激戰中的各國艦隊，並對各國艦隊發動了無差別攻擊；各大強權的指揮官為了擊退拉古茲的威脅，必須喚醒軍艦的化身「艦靈」，開往被拉古茲蠶食鯨吞的海域，擊退拉古茲艦隊並奪回失去的制海權……

## 資料來源
1. ↑  . Wegames. GameHours. 2021-04-28  [2021-04-28]. （原始内容存档于2021-05-09） （日语）.
2. 1 2  . Twitter. Gamehours. 2021-08-25  [2021-08-25]. （原始内容存档于2021-09-11） （日语）.
3. ↑  . 國家新聞出版署. 國家新聞出版署. 2020-08-21  [2021-04-28]. （原始内容存档于2021-05-10） （中文（中国大陆））.
4. ↑  . Twitter. GameHours. 2021-04-28  [2021-04-28]. （原始内容存档于2021-08-21） （日语）.
5. ↑  . 4Gamer.net. 4Gamer.net. 2021-04-28  [2021-04-28]. （原始内容存档于2021-05-08） （日语）.
6. ↑  . Twitter. GameHours. 2021-10-31  [2021-10-31]. （原始内容存档于2022-01-18） （日语）.
7. ↑  . Twitter. GameHours. 2021-11-04  [2021-11-04]. （原始内容存档于2021-11-15） （日语）.
8. ↑  . Fami通. Fami通. 2021-11-04  [2021-11-05]. （原始内容存档于2022-01-20） （日语）.
9. ↑  . Twitter. GameHours. 2021-02-10  [2022-02-10]. （原始内容存档于2022-02-14） （日语）.
10. ↑  . Bilibili. 久遊網. 2023-03-01  [2021-10-31]. （原始内容存档于2023-03-05） （中文（中国大陆））.
11. ↑  Edward. . 巴哈姆特電玩資訊站. 2023-03-23  [2023-03-23]. （原始内容存档于2023-04-24） （中文（臺灣））.
12. ↑  CSOFT. . Facebook. 2023-05-05  [2023-05-05]. （原始内容存档于2023-05-06） （中文（繁體））.
13. ↑  Gamehours. . Twitter. 2023-04-26  [2023-04-26] （日语）.
14. ↑  Gamehours. . ヴェルヴェットコード. 2023-04-26  [2023-04-26]. （原始内容存档于2023-04-26） （日语）.
15. ↑  . Youtube. 巴哈姆特電玩瘋. 2020-09-15  [2021-05-08]. （原始内容存档于2021-05-08） （中文（臺灣））.
16. ↑  . Twitter. GameHours. 2021-04-30  [2021-05-08]. （原始内容存档于2021-08-04） （日语）.
17. ↑  . Twitter. GameHours. 2021-05-01  [2021-05-08]. （原始内容存档于2021-08-18） （日语）.

## 外部連結
- 官方网站：中國大陸、台灣